# Richard Buchmayer
Richard Buchmayer, född 20 april 1856, död 24 maj 1934, var en tysk pianist och musikhistoriker.
Buchmayer utbildades som pianist vid konservatoriet i Dresden, och var en kortare tid lärare där. År 1892 blev han lärare vid Dresdener Musikschule, och var senare privatlärare och utövande pianist. År 1907 fick han en professorstjänst. Buchmayer ägnade i synnerhet sitt historiska intresse åt pianolitteraturen på Johann Sebastian Bachs tid. Han utgav flera värdefulla, dittills okända orgel- och pianokompositioner från den tiden och författade värdefulla tidskriftsartiklar, bland annat om Bach, Georg Böhm och Christian Ritter. I anknytning till sina artiklar anordnade Buchmayer historiska konserter, med kompositioner från tiden.